# 租税公平主義
租税公平主義（そぜいこうへいしゅぎ）または租税平等主義、租税平等原則、公平負担の原則、租税負担の公平原則とは、租税負担を納税者の担税力に即して公平に配分しなければならず、租税法律関係において納税者を平等に取り扱わなければならないという租税の領域における平等原則である。租税法律主義と並び、租税法全体を支配する基本原則とされる。

## 意義
租税公平主義の法律上の根拠は、日本国憲法第14条第1項に求められ、公正ないしは中立性を要請するものである。その公平の意味としては、下記の2つの意味がある。
- 水平的公平（horizontal equity）

同様の状況にある者は、同様に課税されなければならないという原則。
- 垂直的公平（vertical equity）

異なる状況にある者は、異なる課税をされなければならない、具体的には、より高い担税力を持つ者はより重い負担をすべきという原則。
2人の納税者又は2つの所得を比較した時に、何をもって両者が同じか異なるかを判断するが問題となり、前述したように主として担税力がその標識となる。

## 立法上の関係
日本国憲法第14条第1項が規定する法の下の平等は、租税立法にも適用され、不合理な差別を生ずる租税法は租税公平主義に反することとなる。
ただし、租税立法は国民経済において種々の重要な機能を果たしていること等により、裁判所としては合憲性審査に当たっては立法府に広い裁量を認めざるを得ず、さらに、租税立法は国民に経済的負担を課す立法であって市民的自由を規制・侵害するものでないため、租税立法は違憲とされた例は極めて少ない。ただし、常に合憲となるわけではなく、区別が著しく不合理であることが明らかである場合、自由権を侵害する場合などには違憲になると考えられる。

## 執行上の関係
日本国憲法第14条第1項が規定する法の下の平等は、法の執行の段階においても平等を要請する。したがって、租税公平主義は、租税法の執行にあたって、同一の状況にある者に対して恣意的に異なる権限の行使することを禁じている。

## 租税法律主義との関係
法の究極的な目的は、正義の実現にあるといえる。これを租税法にあてはめれば、租税法の究極的な目的は「租税正義」の実現にあるといえる。
そして、租税公平主義と租税法律主義のそれぞれの要請を共に充足することによって「適正」な租税法の解釈と適用がなされることで租税正義は実現されると考えられる。
したがって、租税公平主義と租税法律主義を対立する概念（原則）として捉えるのではなく、これらの原則は租税法の究極的な目的である租税正義の実現のための手段や方法にすぎないのであるから、租税正義の下において租税公平主義と租税法律主義は共に「調和」される関係にあるということができる。

## 関連事項
- 租税法律主義
- 憲法学会
- 税理士
- 国税庁
- 税務大学校